# Trigonostoma thysthlon
Trigonostoma thysthlon is een slakkensoort uit de familie van de Cancellariidae. De wetenschappelijke naam van de soort is voor het eerst geldig gepubliceerd in 1987 door Petit & Harasewych.